# Ernst Gottlieb von Steudel
Ernst Gottlieb von Steudel (n. 30 mai 1783, Esslingen am Neckar, Ducatul de Württemberg – d. 12 mai 1856, Esslingen am Neckar, Baden-Württemberg, Germania) a fost un medic german și una dintre autoritățile botanice în plantele din familia Poaceae.
Steudel a fost educat la Universitatea din Tübingen, obținând doctoratul medical în 1805. La scurt timp după aceea și-a stabilit cabinetul medical în orașul său natal din Esslingen, unde, alături de Christian Friedrich Ferdinand Hochstetter (1787-1860), a organizat Unio Itineraria. În 1826, a devenit medicul-șef de stat din Regatul Württemberg.
Genurile botanice Steudelago (Kuntze, 1891) și Steudelella (Honda, 1930) au fost denumite în onoarea sa.

## Publicații
- Nomenclator botanicus, 2 volume (1821-1824), O listă alfabetică de peste 3300 de genuri și aproximativ 40.000 de specii.
- Enumeratio plantarum Germaniae, 1826 (cu Christian Ferdinand Hochstetter).
- Synopsis planterum glumacearum, 2 volume (1853-1855), Volumul I este dedicat familiei Poaceae, iar Volumul II conține Cyperaceae și familii afiliate[3].